# Omanago
Omanago je název neaktivního vulkanického komplexu, sestávajícího ze série pěti andezitově-dacitových lávových dómů, nacházejících se národním parku Nikkó na japonském ostrově Honšú, severozápadně od sopky Nantai. Nejmladší ze série je dóm Micu-dake, tyčící se nad hydrotermálním polem u jezera Junoko.

## Seznam vulkanických forem komplexu Omanago
- Lávové dómy
  - Kaneda
  - Komanago (2 323 m)
  - Micu-dake (1 945 m)
  - Omanago (2 367 m)
  - Sanno-bosi (2 073 m)